# Fațadă

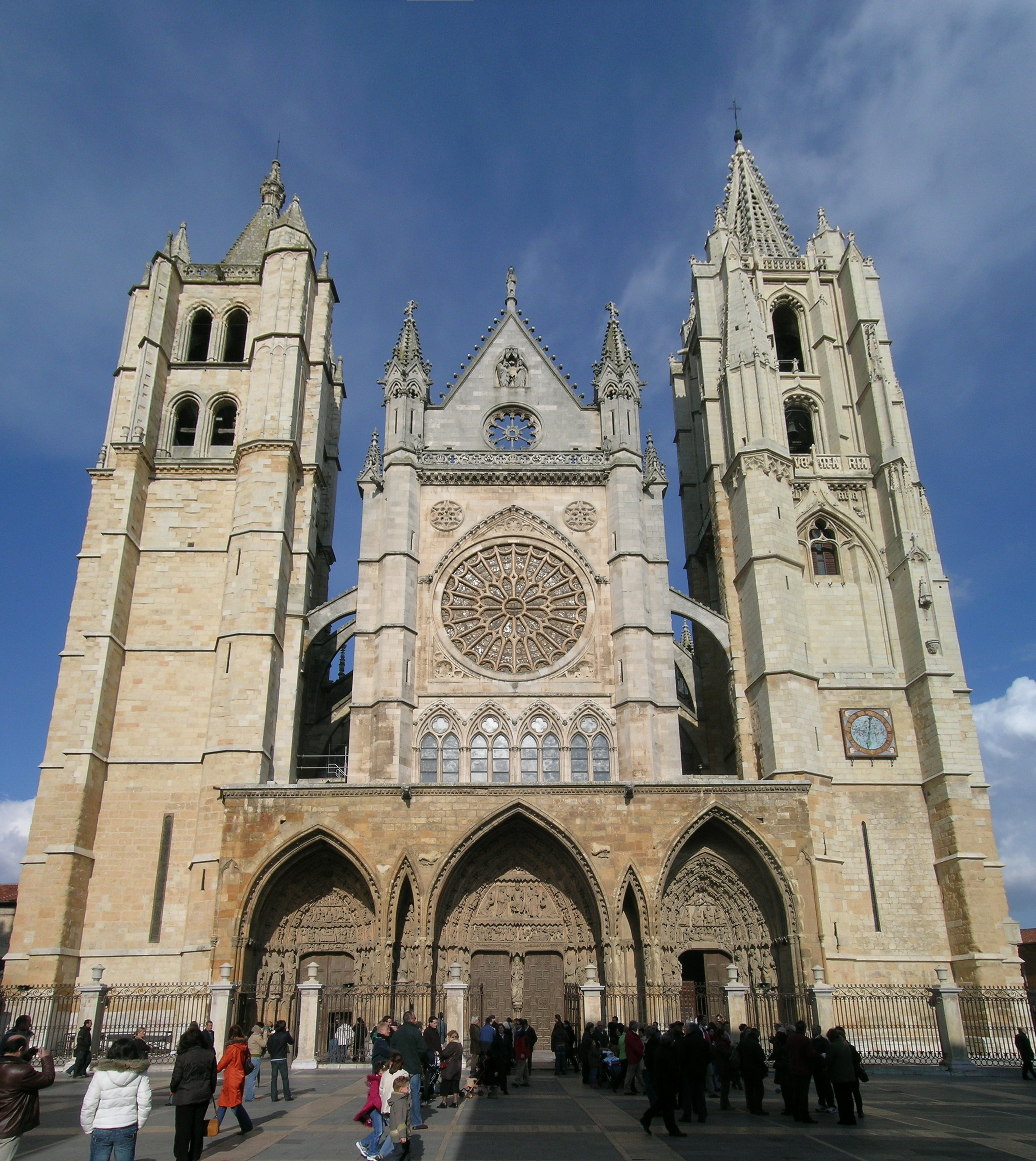
Faţada catedralei din Leon

Fațada, provenit din cuvântul din limba franceză façade (fəˈsɑːd), este una din părțile exterioare ale unei clădiri, care poate fi situată frontal, dar poate fi și una din părțile laterale sau cea din spate.  Cuvântul din franceză înseamnă efectiv față sau ceva situat frontal. 

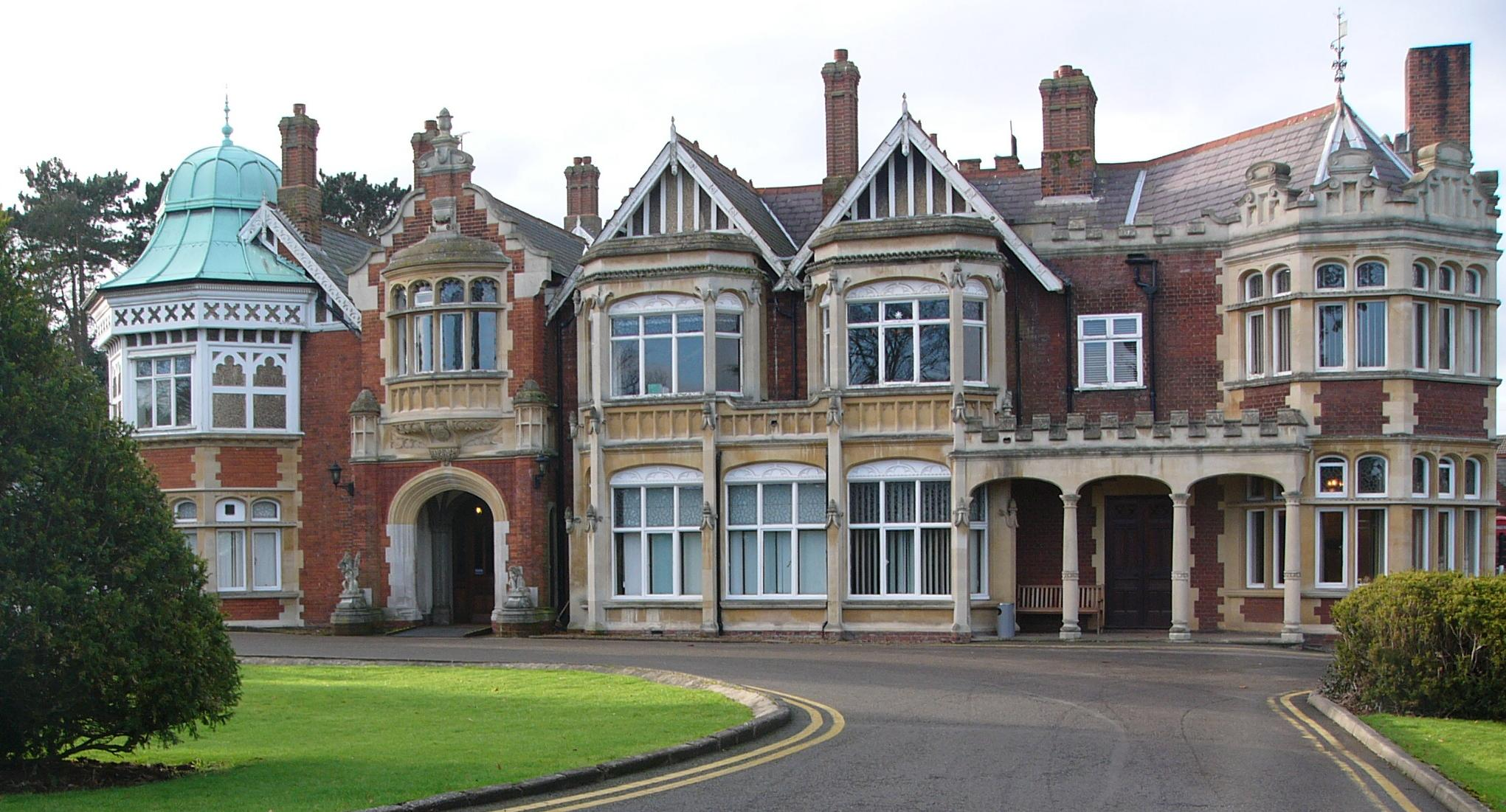
Faţada Bletchley Park (Anglia) este un amestec interesant de diferite stiluri arhitectonice

În arhitectură, fațada unei clădiri este de foarte multe ori cea mai importantă parte a acesteia din punctul de vedere al designului, întrucât determină cum va arăta restul clădirii. Stilul unei fațade este istoric și logic coroborat cu stilul arhitectural în care întreaga clădire este realizată. 
Multe fațade din multe locuri ale lumii prezintă o importantă valoare istorică, documentară, culturală și de mândrie locală. Ca atare, numeroase dintre acestea sunt subiectul unor legi de conservare și de menținere în deplină funcționalitate, respectiv de conservare al unui aspect general cât mai apropiat de cel inițial. 

## Utilizare metaforică
Termenul fațadă poate fi utilizat în sens figurat pentru a descrie o situație în care ceea ce este vizibil, sau declarat în mod oficial, nu corespunde realității. 

### Galerie

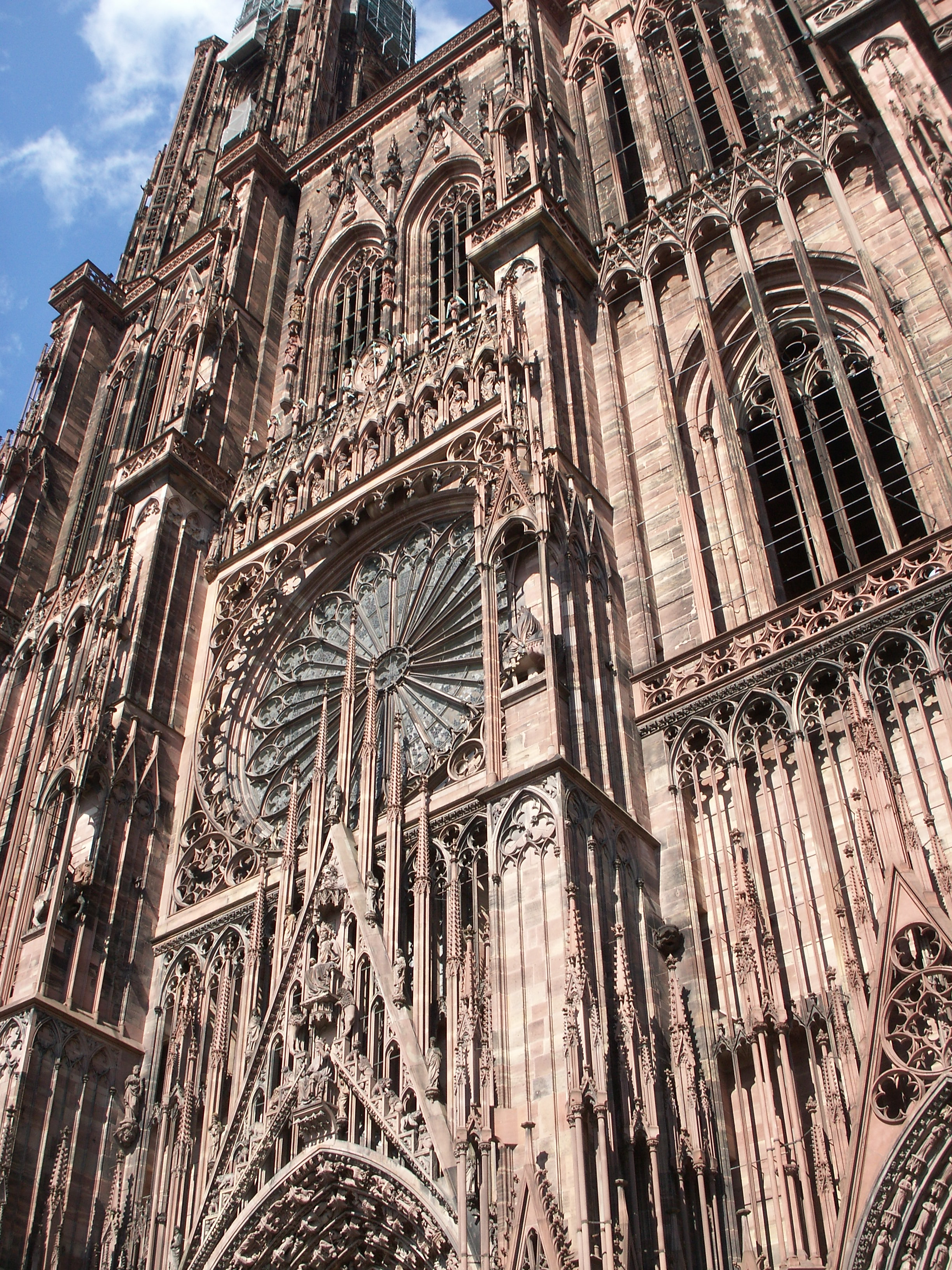
Faţada catedralei din Strasbourg
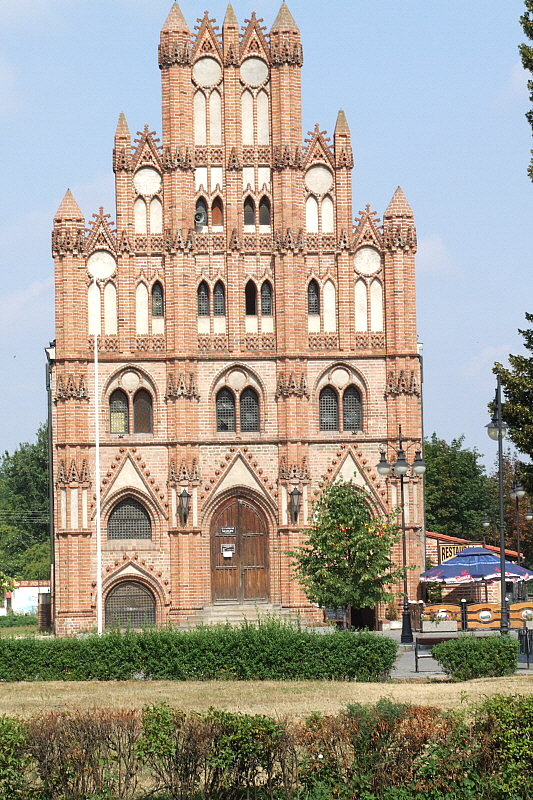
Faţada primăriei oraşului Chojna, Polonia